# 광화문 시민열린마당

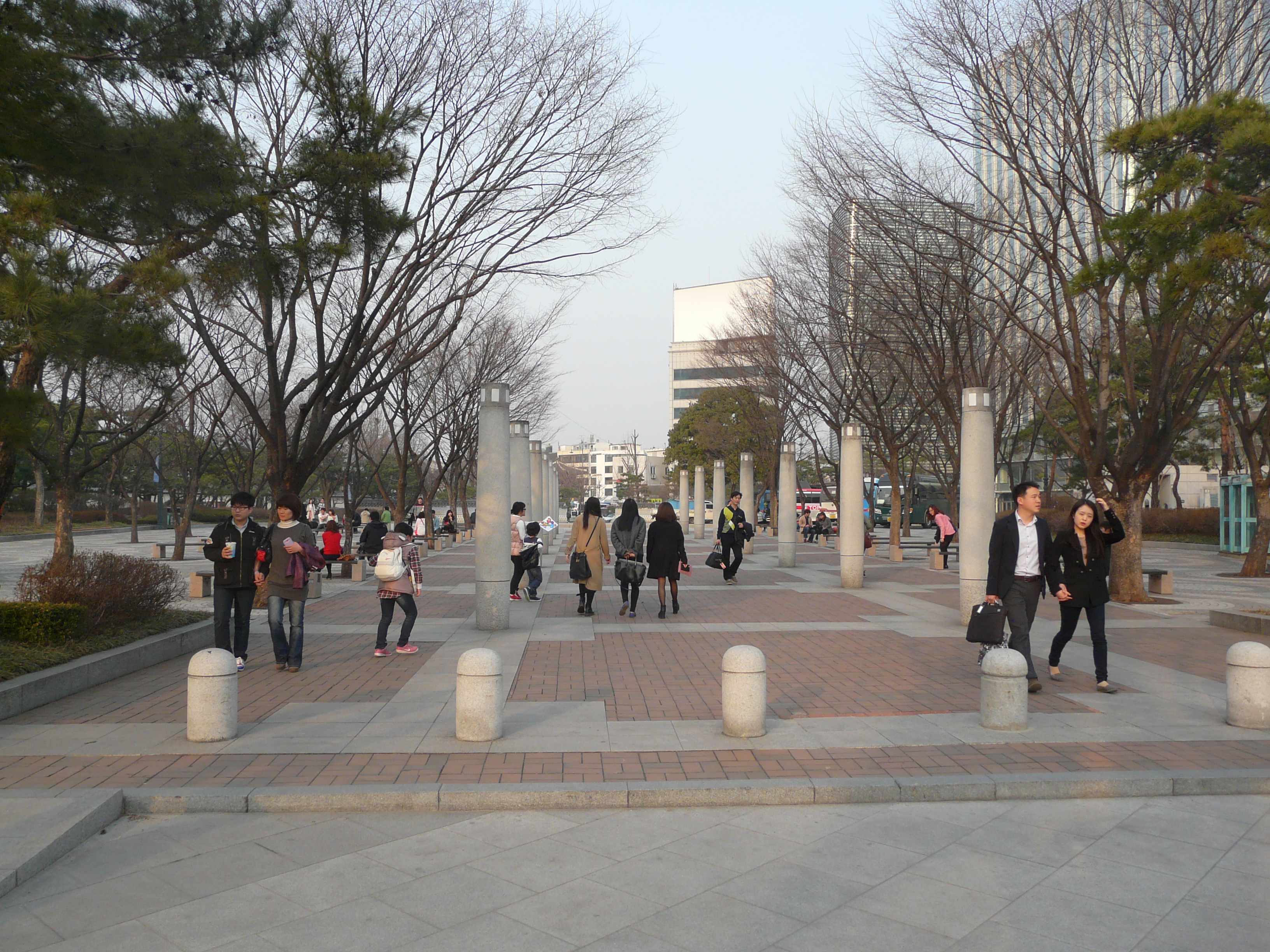
광화문 시민열린마당

광화문 시민열린마당은 광화문광장 옆의 공원이다. 

## 역사
광화문 앞 현재의 세종대로는 조선 시대에 의정부와 육조를 비롯한 각종 청사가 있어 ‘육조거리’라 불렸다. 그 중 의정부가 광화문 시민열린마당 자리에 있었다.
대한제국의 행정개편에 따라 원래 서대문 밖에 있던 경기감영이 폐지되고 1909년 6월 현재의 광장 자리에 내부 청사가 착공되어 1910년 8월 준공하였다. 그러나 준공 시기에는 이미 대한제국이 망하고 일제강점기가 시작된 시점이라 준공과 함께 경기도청 청사로 쓰이게 되었다. 일제 강점기 동안 경기도청으로 사용되던 건물은 해방 이후 미군정이 사용하였다. 해방 이후에는 건설부 청사, 내무부 치안국, 서울특별시 경찰국 별관 등으로 사용되었고, 1996년에 철거되었다. 한편 경기도청은 한국 전쟁 이후 수원으로 이전하였다.
김영삼 정부는 민족정기를 바로잡는다는 이유로 조선총독부를 비롯한 일제 강점기 청사를 대대적으로 철거하였다. 이러한 철거에 대해서는 당시나 지금이나 논란이 있다. 옛 경기도청 건물이 철거된 이후 그 자리에 공원을 조성하기로 결정하였고, 설계 현상공모에서도 육조거리의 역사성을 회복한다는 취지의 안이 당선작으로 뽑혔다. 공원화 사업은 1998년 2월에 착공하여 동년 하반기에 완료되었고, 공원은 서울시민의 날을 맞이한 1998년 10월 28일에 개장하였다. 광장 안에 의정부 터 표지를 만들고 육조마당을 조성하였다.
2016년부터 현재까지 과거 의정부가 있던 터를 발굴 조사하고 있다. 이 공원에는 경기도청 시절부터 측백나무가 심어져 있었는데, 2018년 봄에 경기도 수원시로 옮겨져 향후 경기도청 신청사에 식재될 계획이다.